# Mine de Resolution
La mine de Resolution est un projet de mine souterraine de cuivre et de molybdène situé près de Superior en Arizona aux États-Unis. Le projet de mine de Resolution aurait un coût de 6 milliards de dollars.
Le projet de mine de Resolution est mené par BHP Billiton et Rio Tinto via une coentreprise détenue à 55 % par Rio Tinto et à 45 % par BHP Billiton. En décembre 2014, le congrès américain accepte de procéder un échange avec cette coentreprise. Cet échange ayant été conçu neuf ans plus tôt, dans le but de permettre l'exploitation souterraine de la mine.